# イーライ・ホワイト
イライジャ・トーマス・ホワイト（Elijah Thomas White, 1994年6月26日 - ）は、アメリカ合衆国サウスカロライナ州イーズリー出身のプロ野球選手（ユーティリティープレイヤー）。右投右打。MLBのアトランタ・ブレーブス所属。

## 経歴

### プロ入り前
高校時代、2013年のMLBドラフト26巡目（全体795位）でシンシナティ・レッズから指名されたが、契約を拒否し、クレムゾン大学に進学した。その後2015年のMLBドラフト37巡目（全体1117位）でピッツバーグ・パイレーツから指名されたが、再び契約を拒否して大学に残留した。

### プロ入りとアスレチックス傘下時代
2016年のMLBドラフト11巡目（全体322位）でオークランド・アスレチックスから指名され、3度目の指名で契約に合意してプロ入り。契約後、傘下のルーキー級アリゾナリーグ・アスレチックスでプロデビューし、シーズン途中にA-級バーモント・レイクモンスターズに昇格。2チームで合計56試合に出場して打率.275、2本塁打、25打点、12盗塁を記録した。
2017年はA+級ストックトン・ポーツでプレーし、115試合に出場して打率.270、4本塁打、36打点、12盗塁を記録した。
2018年はAA級ミッドランド・ロックハウンズでプレーし、130試合に出場して打率.306、9本塁打、55打点、18盗塁を記録した。シーズン終了後にはアリゾナ・フォールリーグのメサ・ソーラーソックスでプレーした。

### レンジャーズ時代
2018年12月21日にアスレチックス、テキサス・レンジャーズ、タンパベイ・レイズによる三角トレードが行われ、レンジャーズはホワイトとカイル・バード、ヨエル・エスピナル、ブロック・バーク、インターナショナル・ボーナス・プール（海外選手契約金枠）を獲得、レイズはエミリオ・パガン、ロリー・レイシー、2019年のドラフト指名権を獲得、アスレチックスはジュリクソン・プロファーを獲得した。
2019年は傘下のAAA級ナッシュビル・サウンズでプレーし、116試合に出場して打率.253、14本塁打、43打点、14盗塁を記録した。
2020年9月1日にメジャー契約を結んでアクティブ・ロースター入りし、同日のヒューストン・アストロズ戦にて「9番・左翼手」で先発出場してメジャーデビューを果たした（この試合での結果は3打数無安打）。この年はメジャーで19試合に出場して打率.188、3打点、1盗塁を記録した。
2021年は64試合に出場し、打率.177、6本塁打、15打点を記録した。
2022年は47試合に出場して、打率.200、3本塁打、10打点、12盗塁という成績を残していたが、6月中旬に右手首を骨折し、9月にマイナーで復帰したものの、メジャーでの復帰は果たせぬままシーズンを終了した。オフの12月23日にDFAとなった。

### ブレーブス時代
2022年12月28日に金銭トレードでアトランタ・ブレーブスに移籍した。

## 詳細情報

### 年度別打撃成績
| 年 度    | 球 団    | 試 合 | 打 席 | 打 数 | 得 点 | 安 打 | 二 塁 打 | 三 塁 打 | 本 塁 打 | 塁 打 | 打 点 | 盗 塁 | 盗 塁 死 | 犠 打 | 犠 飛 | 四 球 | 敬 遠 | 死 球 | 三 振 | 併 殺 打 | 打 率 | 出 塁 率 | 長 打 率 | O P S |
| -------- | -------- | ----- | ----- | ----- | ----- | ----- | -------- | -------- | -------- | ----- | ----- | ----- | -------- | ----- | ----- | ----- | ----- | ----- | ----- | -------- | ----- | -------- | -------- | ----- |
| 2020     | TEX      | 19    | 52    | 48    | 5     | 9     | 2        | 0        | 0        | 11    | 3     | 1     | 1        | 0     | 1     | 3     | 0     | 0     | 16    | 0        | .188  | .231     | .229     | .460  |
| 2021     | TEX      | 64    | 220   | 198   | 26    | 35    | 6        | 1        | 6        | 61    | 15    | 4     | 3        | 0     | 0     | 18    | 0     | 4     | 66    | 2        | .177  | .259     | .308     | .567  |
| 2022     | TEX      | 47    | 117   | 105   | 16    | 21    | 2        | 0        | 3        | 32    | 10    | 12    | 1        | 0     | 1     | 11    | 0     | 0     | 41    | 0        | .200  | .274     | .305     | .578  |
| MLB：3年 | MLB：3年 | 130   | 389   | 351   | 47    | 65    | 10       | 1        | 9        | 104   | 28    | 17    | 5        | 0     | 2     | 32    | 0     | 4     | 123   | 2        | .185  | .260     | .296     | .556  |

- 2022年度シーズン終了時

### 年度別守備成績
二塁守備
| 年 度 | 球 団 | 二塁（2B） | 二塁（2B） | 二塁（2B） | 二塁（2B） | 二塁（2B） | 二塁（2B） |
| 年 度 | 球 団 | 試 合      | 刺 殺      | 補 殺      | 失 策      | 併 殺      | 守 備 率   |
| ----- | ----- | ---------- | ---------- | ---------- | ---------- | ---------- | ---------- |
| 2021  | TEX   | 3          | 7          | 8          | 0          | 3          | 1.000      |
| MLB   | MLB   | 3          | 7          | 8          | 0          | 3          | 1.000      |

外野守備
| 年 度 | 球 団 | 左翼（LF） | 左翼（LF） | 左翼（LF） | 左翼（LF） | 左翼（LF） | 左翼（LF） | 中堅（CF） | 中堅（CF） | 中堅（CF） | 中堅（CF） | 中堅（CF） | 中堅（CF） | 右翼（RF） | 右翼（RF） | 右翼（RF） | 右翼（RF） | 右翼（RF） | 右翼（RF） |
| 年 度 | 球 団 | 試 合      | 刺 殺      | 補 殺      | 失 策      | 併 殺      | 守 備 率   | 試 合      | 刺 殺      | 補 殺      | 失 策      | 併 殺      | 守 備 率   | 試 合      | 刺 殺      | 補 殺      | 失 策      | 併 殺      | 守 備 率   |
| ----- | ----- | ---------- | ---------- | ---------- | ---------- | ---------- | ---------- | ---------- | ---------- | ---------- | ---------- | ---------- | ---------- | ---------- | ---------- | ---------- | ---------- | ---------- | ---------- |
| 2020  | TEX   | 13         | 16         | 0          | 0          | 0          | 1.000      | 1          | 1          | 0          | 0          | 0          | 1.000      | 3          | 5          | 0          | 0          | 0          | 1.000      |
| 2021  | TEX   | 30         | 56         | 1          | 1          | 0          | .983       | 22         | 42         | 1          | 0          | 0          | 1.000      | 11         | 16         | 1          | 1          | 0          | .944       |
| 2022  | TEX   | 15         | 28         | 3          | 0          | 1          | 1.000      | 22         | 45         | 0          | 0          | 0          | 1.000      | 1          | 1          | 0          | 0          | 0          | 1.000      |
| MLB   | MLB   | 58         | 100        | 4          | 1          | 1          | .990       | 45         | 88         | 1          | 0          | 0          | 1.000      | 15         | 22         | 1          | 1          | 0          | .958       |

- 2022年度シーズン終了時

### 背番号
- 76（2020年）
- 41（2021年 - 2022年）
- 38（2023年 - ）